# Porfir (filozof)
Porfir sau Porfirie (în greacă Πορφύριος, romanizat Porphýrios, n. 233 d.Hr., Tir, Imperiul Roman – d. 301 d.Hr., Roma, Imperiul Roman) a fost un filozof neoplatonic originar din Tir, Fenicia, în timpul Imperiului Roman târziu. Este cunoscut pentru polemica sa anticreștină, fiind portretizat de-a lungul istoriei ca un exemplu de inamic al Bisericii.